# Friedrich August von Finck
Friedrich August von Finck (Strelitz-Alt, 25 de noviembre de 1718 - Copenhague, 24 de febrero de 1766) fue un general y escritor prusiano.

## Biografía
Finck nació en Mecklemburgo-Strelitz. Vio servicio activo por primera vez en 1734 en el Rin, como miembro de la comitiva del duque Antonio Ulrico de Brunswick-Wolfenbüttel. Poco después fue transferido al servicio austríaco, y de aquí fue a Rusia, donde sirvió hasta que la caída de su patrón el mariscal Burkhard Christoph von Münnich puso fin a sus perspectivas de avance. En 1742 fue a Berlín, y Federico el Grande lo hizo su aide-de-camp, con el rango de mayor. Un buen servicio le valió una rápida promoción en la Guerra de los Siete Años. Después de la batalla de Kolin (18 de junio de 1757) fue hecho coronel, y para finales de 1757 mayor-general.
A inicios de 1759 Finck pasó a ser teniente-general, y con este rango comandó un cuerpo en la desastrosa batalla de Kunersdorf, donde prestó un buen servicio tanto en el campo de batalla como en la retirada de los vencidos prusianos; Federico finalmente le entregó el mando. El 21 de septiembre Finck luchó, en concierto con el General Johann Jakob von Wunsch, en la batalla de Korbitz, donde los austríacos y el contingente de los estados menores del Imperio fueron derrotados. Por esta acción Federico le concedió a Finck la Orden del Águila Negra.
Sin embargo, la subsiguiente catástrofe de la batalla de Maxen puso fin abrupto a la carrera activa de Finck. Los prusianos capitularon Dresde a los austríacos el 4 de septiembre, y Finck fue ordenado por el rey ir a Maxen (un pueblo en la región de Pirna en Sajonia) para cortar el movimiento del enemigo. Siendo peligrosamente expuesto, y con fuerzas inadecuadas, Finck desaconsejó al rey tal operación pero siguió sus órdenes invariables. Aislado y vastamente superado en número, fue obligado a rendirse con 14.000 hombres el 21 de noviembre de 1759. Después de la Paz de Hubertusburg, Federico lo sometió a una corte marcial, que lo sentenció a ser degradado. También fue encarcelado durante un año en la fortaleza de Spandau. Cuando expiró este plazo Finck entró en el servicio danés como general de infantería. Murió en Copenhague en 1766, todavía sintiéndose agraviado por el inexorable rigor de Federico.

## Obras
Finck dejó una obra llamada Gedanken über militärische Gegenstände (Berlín, 1788).